# Calycorectes langsdorffii
Calycorectes langsdorffii är en myrtenväxtart som beskrevs av Otto Karl Berg. Calycorectes langsdorffii ingår i släktet Calycorectes och familjen myrtenväxter. Inga underarter finns listade i Catalogue of Life.